# Józef Mrózek
Józef Mrózek (16. července 1882, Dolní Těrlicko – 11. června 1972, Ustroń-Nierodzim, Polsko), také uváděn jako Josef Mrozek, byl zakladatelem Křesťanských sborů. Byl představitelem tzv. bratrského hnutí.

## Životopis
Vyrůstal na Těšínském Slezsku, vyučil se stolařem a ve svých 18 letech prožil obrácení. Spolupracoval na různých evangelizačních akcích na Těšínském Slezsku. Na biblické škole Evangelické aliance v Berlíně studoval v dvouletém kursu pro misionáře. Během studií byl v Berlíně také pokřtěn.
Poté se vrátil zpět do Těšína a navázal kontakty se vzniklým hnutím rozhodných křesťanů a také tzv. Křesťanského společenství. Byl účasten tzv. těšínského zázraku. Chtěl přispět k probíhajícímu probuzení. Byl také členem tzv. Modrého kříže (abstinenčního spolku) v Třanovicích.
Po vzoru německých svobodných církví založil roku 1909 nezávislý sbor v Třanovicích. Zde poznal také svou budoucí ženu, s níž se roku 1910 oženil. Následně se přestěhoval do Bohumína, kde roku 1912 zakládá další svobodný sbor. Zakládá také sbory v Ostravě a Karviné. Během své misijní práce se živil jako stolař. Vojenskou službu absolvoval v Opavě. Za 1. světové války se vrátil z fronty kvůli zdravotním problémům.
Roku 1922 se přestěhoval do Chorzowa, kde pokračoval v misijní práci. Byl zakladatelem svazku evangelikálních církví v Polsku. Založil sbor v Ustrońi, v Jaworzyně a Tarnowě. Druhou světovou válku prožil v Polsku. Po válce dále působil v misijní práci a působil na různých církevních konferencích. V období komunismu i s pomocí svých synů vedl biblické vzdělávání Křesťanských sborů.
Byl dvakrát ženatý, po druhé světové válce po úmrtí své první ženy se znovu oženil. Je pohřben na hřbitově v Ustrońi.
Hovořil polsky, německy a česky.

## Teologické důrazy
Jako účastník probuzeneckého hnutí kladl důraz na proroctví a na naplnění proroctví.